# گیلشینگ

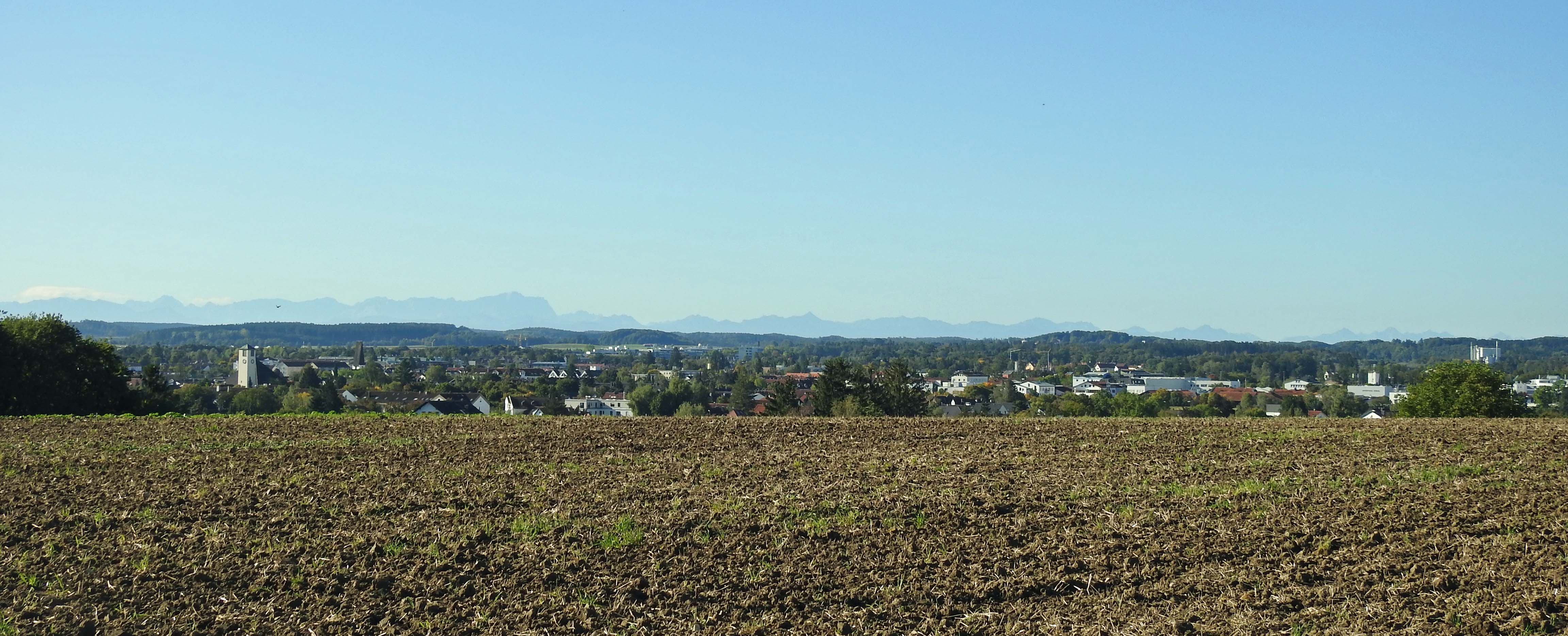
گیلچ از شمال

گیلچینگ شمالی‌ترین و با بیش از ۱۹۰۰۰ نفر جمعیت سومین شهرداری بزرگ در ناحیه باواریای بالایی استارنبرگ است. شهر اصلی به همین نام حدود ۲۰ کیلومتر با مونیخ فاصله دارد.

## جغرافیا
این جامعه در چشم‌انداز مورن کوهپایه‌های آلپ در لبه منطقه پنج دریاچه قرار دارد.

## منشأ نام
این نام از زبان آلمانی باستانی گرفته شده‌است. هنگامی که جانشینان ژرمنی-باواریایی رومیان در ششم قرن حل و فصل منطقه Gilchinger، آنها نام محل خود را Kiltoahinga (بنابراین قدیمی‌ترین شواهد در اوایل قرن ۹)، که از نام شخصی مانند Geldiko (احتمالاً از نام یکی از بزرگان قبیله) گرفته شده‌است. این نام در طول قرن‌ها از Kiltoahinga به نام مکان امروزی گیلشینگ تغییر کرده‌است.

## تاریخچه

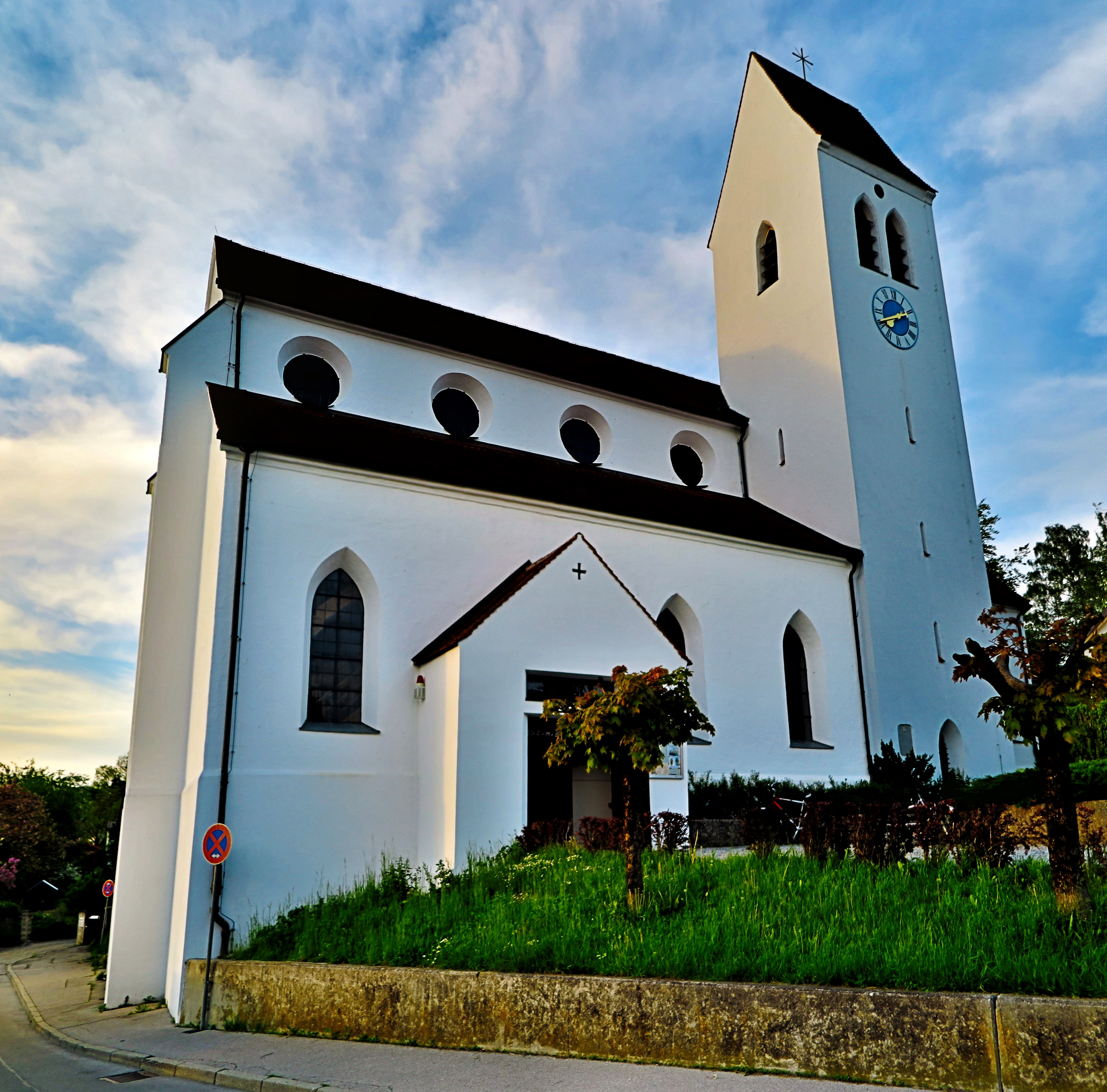
کلیسای کلیسایی ذکر شده سنت ویتوس

### تا تأسیس کلیسا
در حدود ۴۵۰ ق. م در این منطقه، قبیله سلتیک ویندلیکر سکنی گزیده بود. شهر گیلشینگ برای اولین بار در یک سند ذکر شد و بنابراین به صورت مکتوب در یک سند اهدایی از سال ۸۰۴ به عنوان "Kiltoahinga" قابل تأیید بود. با توجه به متن سند، Reginhart، تام‌الاختیار و مدیر منابع زمین سلطنتی، دست بر خواص خود را در شهرهای Pettenbach را و Glonn به صومعه "Slechdorf"، امروز شلدورف. این هدیه در ۴ آوریل تکمیل شد. سپتامبر ۸۰۴، در دهکده سلطنتی Kiltoahinga در چهارمین سال سلطنت امپراتور چارلز برگزار شد.
گیلچینگ بعداً به رنتامت مونیخ و دادگاه ناحیه استارنبرگ متعلق به رای‌دهندگان بایرن تعلق گرفت. در جریان اصلاحات اداری در بایرن، شهرداری امروزی با فرمان شهرداری در سال ۱۸۱۸ به وجود آمد.

### منطقه‌ها
در جریان اصلاحات منطقه ای در بایرن، در ۱ می ۱۹۷۸ به شهرداری آرگلسرید ملحق شد.

### توسعه جمعیت
بین سال‌های ۱۹۸۸ و ۲۰۱۸، این محله با ۵۵۷۲ نفر یا ۴۱٫۵ نفر از ۱۳۴۲۱ به ۱۸۹۹۳ نفر افزایش یافت. ٪.
| سال:  | ۱۸۴۰ | ۱۹۲۵  | ۱۹۳۹  | ۱۹۵۰  | ۱۹۶۱  | ۱۹۷۰  | ۱۹۸۷  | ۱۹۹۱  | ۱۹۹۵  | ۲۰۰۵  | ۲۰۱۰   | ۲۰۱۵   |
| مقیم: | ۷۲۵  | ۱٬۷۶۳ | ۲٬۵۶۱ | ۵٫۱۱۹ | ۶٬۴۱۰ | ۸٬۳۴۵ | ۱۲۹۱۳ | ۱۴۰۰۵ | ۱۵۰۵۶ | ۱۶۹۷۸ | ۱۷٬۴۴۵ | ۱۸٬۳۴۰ |

## سیاست

### دهکده، شهردار و شهردار قبل از سال ۱۹۴۵
سوابق رهبران جامعه و شهرداران قبل از سال ۱۹۴۵ ناقص و ناقص است. اولین رکورد در حال حاضر شناخته شده به سال ۱۸۰۸ بازمی‌گردد. منبع این موضوع «تاریخ منظره و روستای شهرداری گیلچینگ و اطراف» اثر پیتر آیون در سال ۱۹۷۵ است. در حدود سال ۱۸۰۸ اولین مرد روستا خود را رهبر دهکده نامید و از سال ۱۸۵۰ رئیس. در سال ۱۸۶۹، با انتخاب یوهان اشنایدر، برای اولین بار شهردار صحبت شد.
| تصدی          | شهردار      | حزب سیاسی |
| ------------- | ----------- | --------- |
| حدود سال ۱۸۰۸ | مایکل هوگنر | n / A     |
| حدود سال ۱۸۵۰ | جان اگولد   | n / A     |
| ۱۸۵۳–۱۸۵۷     | سیمون بیچلر | n / A     |
| ۱۸۵۷–۱۸۶۰     | جان اگولد   | n / A     |
| ۱۸۶۰–۱۸۶۹     | گئورگ هوگنر | n / A     |
| ۱۸۶۹–۱۸۷۶     | جان اشنایدر | n / A     |
| ۱۸۷۶–۱۹۰۰     | ارنست آنتون | n / A     |
| ۱۹۰۰–۱۹۰۹     | جان اشنایدر | n / A     |
| ۱۹۰۰–۱۹۲۵     | بنو روهدوفر | n / A     |
| ۱۹۳۵–۱۹۴۵     | جوزف متز    | n / A     |

### اولین شهردار بعد از جنگ جهانی دوم
پس از جنگ جهانی دوم، گیلچینگ هفت شهردار داشت. بلافاصله پس از جنگ، یوهان سیمون (CSU) سمت شهردار را بر عهده گرفت. وی تا اولین انتخابات که در ۲۷ نوامبر برگزار شد به صورت بازیگری در اختیار اشغالگران آمریکایی بود. در ژانویه ۱۹۴۶ سیمون شهردار منتخب از سال ۱۹۴۸ تا ۱۹۵۶، یوزف بارتل (SPD) مسئول تجارت رسمی بود. در سال ۱۹۵۶ جانشین او یوهان کرامر (گروه رای‌دهندگان غیرحزبی - ÜP) بود که در مجموع ۱۶ سال جامعه را مدیریت کرد تا اینکه در سال ۱۹۷۲ توسط هاینریش ویل (CSU) جایگزین شد. ویل با مجموع ۱۸ سال ریاست، رکورددار تا به امروز باقی مانده‌است. در سال ۱۹۹۰، هانس اوسترمایر (Bürgerschaft) که در آن زمان تا حد زیادی ناشناخته بود، به‌طور شگفت‌انگیزی جایگزین هاینریش ویل شد. در سال ۱۹۹۱، اوسترمر به رای‌دهندگان آزاد (FW) پیوست که از آن زمان تا سال ۲۰۰۸ بدون وقفه در سمت شهردار قرار داشتند. در سال ۱۹۹۶، توماس رایش از اوسترمایر پیروی کرد، کسی که تصمیم داشت برای ریاست منطقه نامزد شود، اما ناموفق بود. رایش در سال ۲۰۰۲ با اکثریت در اولین رای‌گیری مجدداً انتخاب شد و در سال ۲۰۰۸ مجدداً نامزد شد. اما در اولین رای‌گیری در ۲۵ سالگی شکست خورد درصد آرا عامل تعیین‌کننده برای این احتمالاً تعهد او به افزایش استفاده از فرودگاه Oberpfaffenhofen بود. در دور دوم انتخابات که سپس در ۱۶ ضروری شد مارس ۲۰۰۸ مانفرد والتر (SPD) در مقابل مایکل هاوزر از CSU با حدود ۵۸٫۶ قرار گرفت. هاوزر ۴۱٫۴ درصد از آرا را دریافت کرد ٪. در ۱ در ۱ می ۲۰۰۸، مانفرد والتر (SPD) جانشین توماس رایش شد. SPD برای اولین بار در ۶۰ سال گذشته شهردار گیلچینگ شد.
| تصدی      | شهردار        | حزب سیاسی |
| --------- | ------------- | --------- |
| ۱۹۴۶–۱۹۴۸ | جان سایمون    | CSU       |
| ۱۹۴۸–۱۹۵۶ | جوزف بارتل    | SPD       |
| ۱۹۵۶–۱۹۷۲ | جان کرامر     | BP        |
| ۱۹۷۲–۱۹۹۰ | هاینریش ویل   | CSU       |
| ۱۹۹۰–۱۹۹۶ | هانس اوسترمیر | fw        |
| ۱۹۹۶–۲۰۰۸ | توماس رایش    | fw        |
| از ۲۰۰۸   | مانفرد والتر  | SPD       |

|  | الگو:Wahldiagramm | الگو:Sitzverteilung |

| سال  | CSU | SPD | سبز | FWG | ÖDP | BfG | FDP | جمع | مشارکت رای‌دهندگان |
| ---- | --- | --- | --- | --- | --- | --- | --- | --- | ----------------- |
| ۲۰۲۰ | ۶   | ۶   | ۵   | ۳   | ۰   | ۲   | ۲   | ۲۴  | ۵۸٫۸٪             |
| ۲۰۱۴ | ۷   | ۷   | ۳   | ۴   | ۱   | ۱   | ۱   | ۲۴  | ۵۲٫۸٪             |
| ۲۰۰۸ | ۸   | ۵   | ۴   | ۴   | ۱   | ۱   | ۱   | ۲۴  | ۶۰٫۵٪             |
| ۲۰۰۲ | ۸   | ۳   | ۱   | ۱۰  | ۲   | ۰   | ۰   | ۲۴  | ۶۱٫۳٪             |

BfG = شهروند برای Gilching{{سخ}} FWG = انجمن رای‌دهندگان آزاد

### نتایج در انتخابات ایالتی
منبع: اداره آمار ایالت بایرن برای آمار و پردازش داده ها؛ آمار شهرداری ۲۰۱۰
| سال  | CSU   | SPD   | سبز   | fw    | FDP   | AfD  | دیگر | مشارکت رای‌دهندگان |
| ۲۰۱۸ | ۳۱:۱٪ | ۱۴٫۲٪ | ۲۲٫۲٪ | ۱۱٫۲٪ | ۶٫۸٪  | ۷٫۶٪ | ۶٫۸٪ | ۷۸٫۰٪             |
| ---- | ----- | ----- | ----- | ----- | ----- | ---- | ---- | ----------------- |
| ۲۰۱۳ | ۴۵٫۴٪ | ۲۵٫۷٪ | ۱۰٫۲٪ | ۶٫۰٪  | ۴٫۸٪  |      | ۷٫۹٪ | ۶۹٫۴٪             |
| ۲۰۰۸ | ۳۳٫۲٪ | ۲۴٫۲٪ | ۱۳٫۳٪ | ۷٫۵٪  | ۱۲٫۴٪ |      | ۹٫۳٪ | ۶۳٫۲٪             |
| ۲۰۰۳ | ۵۸٫۱٪ | ۱۷٫۵٪ | ۱۱٫۴٪ | ۴٫۹٪  | ۳٫۸٪  |      | ۴٫۳٪ | ۶۲٫۲٪             |
| ۱۹۹۸ | ۴۷٫۵٪ | ۱۹٫۷٪ | ۸٫۴٪  | ۱۵٫۴٪ | ۲٫۴٪  |      | ۶٫۸٪ | ۷۲٫۹٪             |
| ۱۹۹۴ | ۴۸٫۹٪ | ۲۸٫۴٪ | ۹٫۰٪  | n / A | ۴٫۳٪  |      | ۹٫۳٪ | ۷۰٫۸٪             |
| ۱۹۹۰ | ۵۰٫۴٪ | ۲۳٫۰٪ | ۱۰٫۲٪ | n / A | ۸٫۹٪  |      | ۷٫۶٪ | ۶۷٫۷٪             |
| ۱۹۸۶ | ۵۲٫۲٪ | ۲۳:۱٪ | ۱۲٫۸٪ | n / A | ۷٫۳٪  |      | ۴٫۶٪ | ۷۱٫۴٪             |

### شهروند افتخاری
از سال ۱۹۸۹ شهرداری شهروندی افتخاری اعطا کرده‌است. اولین شهردار سابق یوهان کرامر، که اولین کسی بود که این جایزه را در سال ۱۹۸۹ دریافت کرد، این جایزه را دریافت کرد. در سال ۱۹۹۳ رودولف شیخت که به مدت ۴۰ سال از جمله ۱۸ سال به عنوان شهردار سوم عضو شورای شهرداری SPD بود، به عنوان شهروند افتخاری انتخاب شد. لایه همچنین به عنوان یک مورخ و وقایع نگار محلی خدمات بزرگی به جامعه ارائه کرده‌است. در سال ۲۰۰۲، اولین شهردار سابق هاینریش ویل (CSU) نیز این افتخار را دریافت کرد.الگو:Wappenbeschreibung

## فرودگاه ویژه Oberpfaffenhofen
بخشی از ناحیه نوگیلچینگ در معرض صدای هواپیماهای ناشی از حرکات پروازی فرودگاه ویژه Oberpfaffenhofen است که از سال ۱۹۳۸ فعالیت می‌کند. در نتیجه این مشکل، چندین ابتکار شهروندی به وجود آمده‌است. در آینده، این فرودگاه همچنین به روی به اصطلاح «سفرهای تجاری واجد شرایط» و در نتیجه برای هوانوردی عمومی باز خواهد شد. تصمیم نهایی برای گسترش عملیات پرواز هنوز گرفته نشده‌است.

## فرهنگ و آموزش

### مدرسه ابتدایی
- مدرسه ابتدایی آرنولدوس
- مدرسه ابتدایی جیمز کروس
- مدرسه مونته سوری

### مدرسه راهنمایی
- ام اس گیلچینگ

### دبیرستان
- کریستوف-پرابست-ژیمنازیم

### سایر موسسات آموزشی
نزدیک‌ترین مدرسه متوسطه در شهرداری هرشینگ آم آمرسی است که برای مثال می‌توان از طریق S-Bahn (S8) به آنجا رفت.{{سخ}} گیلچینگ همچنین دارای یک مرکز آموزش بزرگسالان و یک مدرسه موسیقی است.

## جاذبه‌ها
زنگ آرنولدوس در کلیسای کلیسای سنت ویتوس معروف است. این زنگ در نشان شهرداری گنجانده شده‌است و قدیمی‌ترین زنگ موجود در بایرن و سومین زنگ قدیمی در آلمان است. کشیش آرنولدوس بین سال‌های ۱۱۸۰ تا ۱۱۸۷ آن را انتخاب کرد.

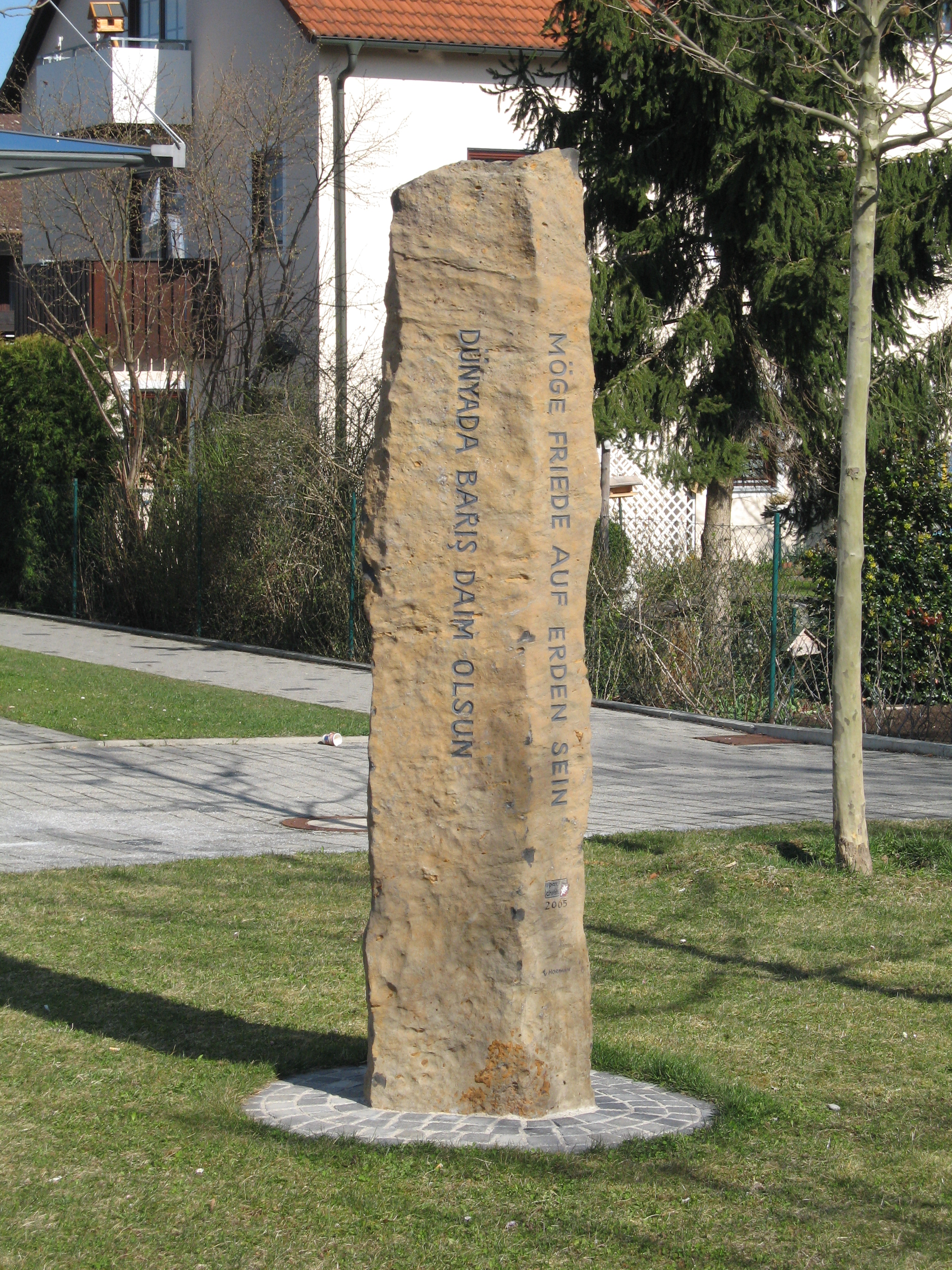
سهام صلح

بخشی از جاده رومی، Via Julia، که آگسبورگ را به سالزبورگ متصل می‌کرد، از میان شهر می‌گذرد. در مرکز آرگلسرید می‌توانید یک کپی از یک نقطه عطف رومی با مایل‌های لاتین حکاکی شده و مسیرهایی به Augusta Vindelicorum را ببینید.
در ورسونهاوس، نمایشگاه دائمی SchichtWerk-Zeitreisen انتقال از اواخر دوران باستان به اوایل قرون وسطی را به عنوان نمونه ای برای بایرن علیا نشان می‌دهد.

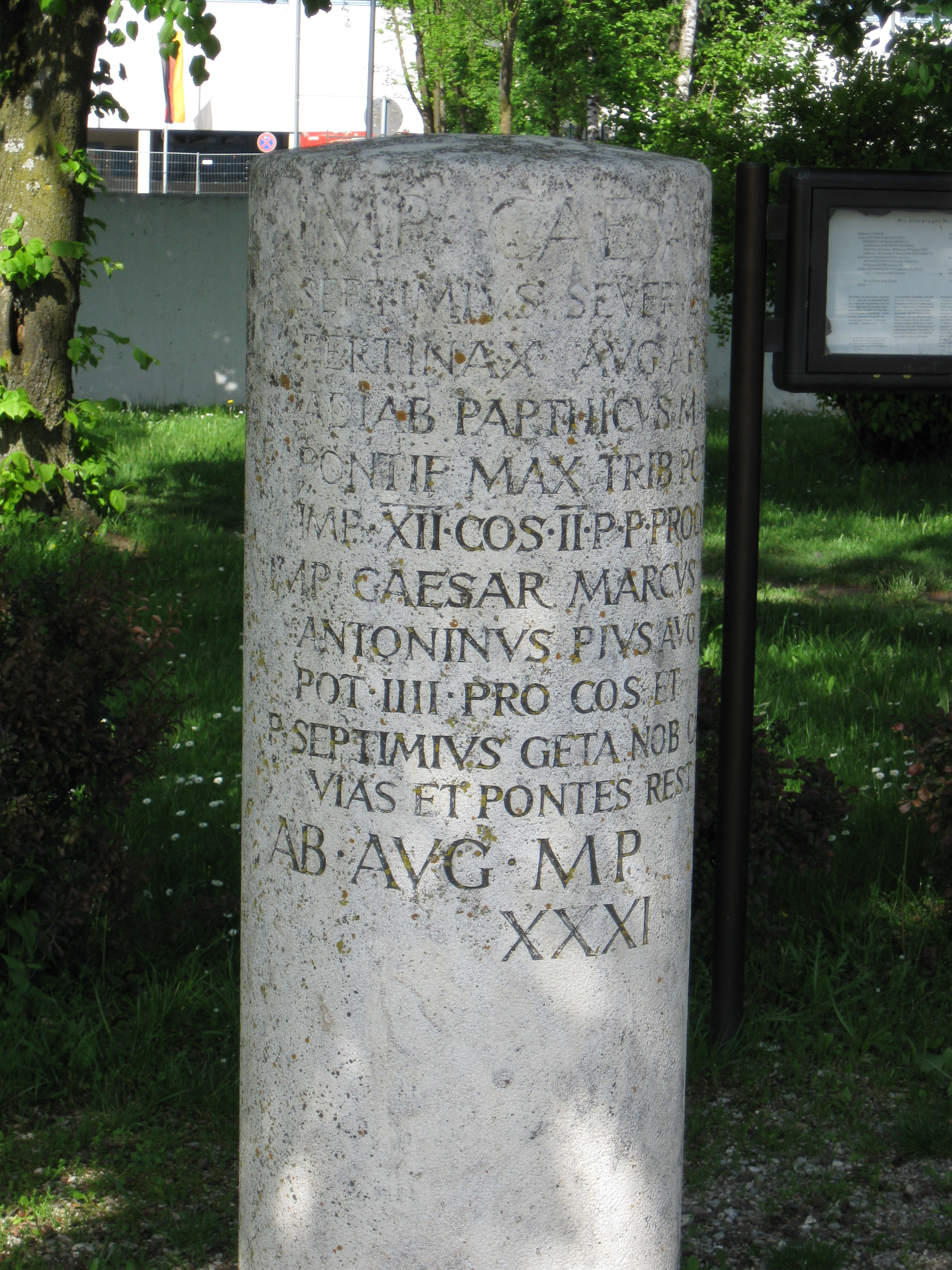
نقطه عطف رومی (کپی) در مرکز شهر

در سال ۲۰۰۵، گروه محلی pax christi، قطب صلح را در ایستگاه قطار Gilching-Argelsried اهدا کرد. در پنج ضلع آن کتیبه «ممکن است بر زمین باشد» به زبانهایی که بیشتر در گیلچینگ صحبت می‌شود تکثیر شده‌است. قطب صلح ایجاد شده در سال ۱۹۵۵ توسط معلم، شاعر و فیلسوف ژاپنی گوی ماساهیسا به عنوان یک الگو عمل کرد.
باشگاه آلپاین آلمان از سال ۲۰۰۷ مرکز سنگنوردی بزرگی را در گیلچینگ راه اندازی کرده‌است.
باروهای سلتی و بقایای قلعه‌های سلتی که به خوبی حفظ شده‌اند را می‌توان در بخش مجاور جنگل به سمت جامعه Schöngeising مشاهده کرد.

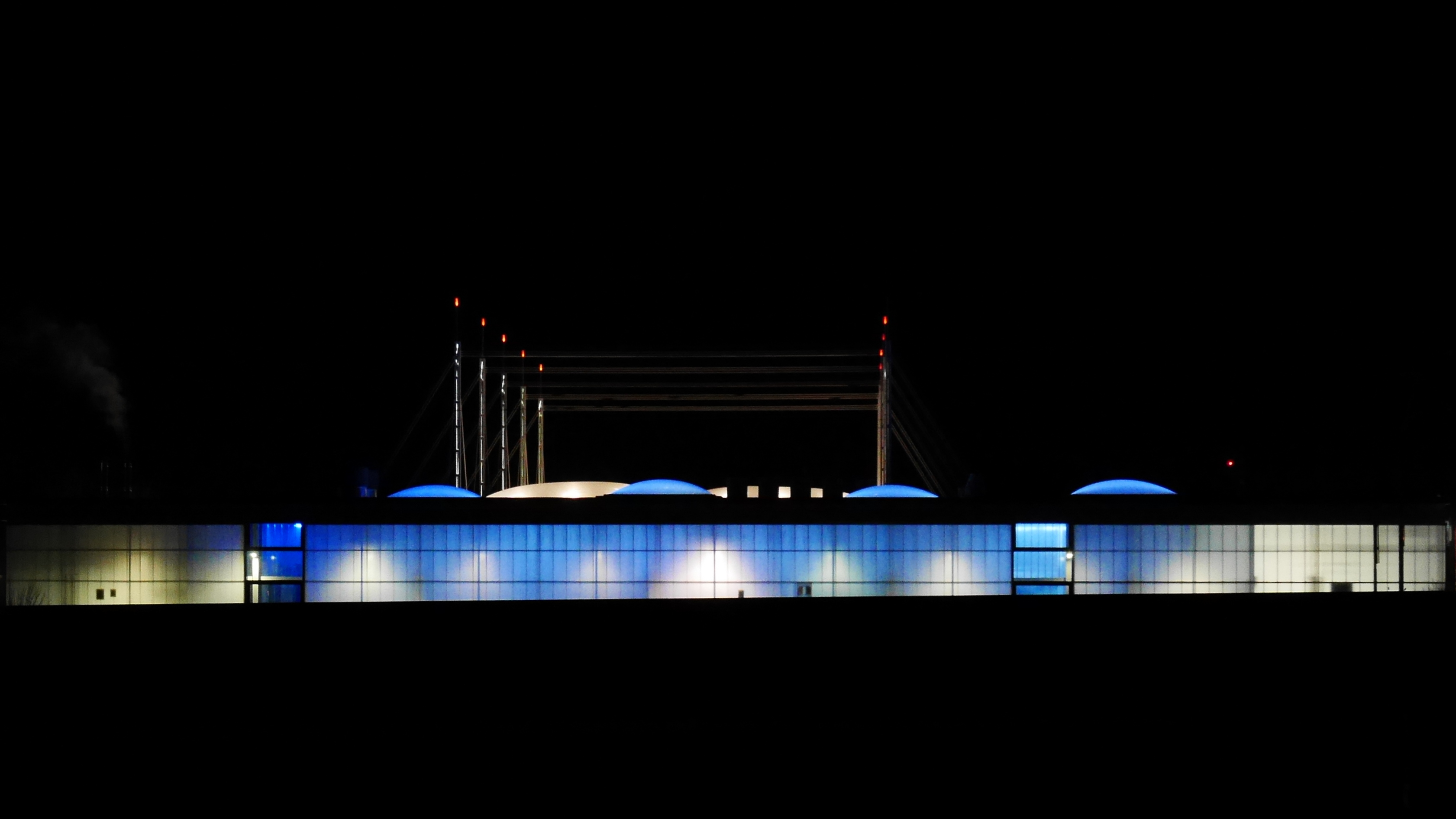
پمپ بنزین آلگوث Gilching سمت عقب

ایستگاه‌های گاز Allguth در Landsberger اشتراسه توسط لیدیا هاک + جان هوپفنر از مونیخ به عنوان به خصوص از معماری موفق به رسمیت شناخته شد نقطه نظر، به نظر می‌رسد که مانند یک مجسمه سبک، به ویژه در هنگام غروب، به لطف روشن، شناور سقف برج.

## کسب و کار
چهار منطقه تجاری در گیلشینگ وجود دارد. پارک تجاری شمالی از دهه ۱۹۷۰ وجود داشته‌است، پارک تجاری جنوبی پارک صنعتی غرب در مجاورت فرودگاه ویژه Oberpfaffenhofen و مرکز هوافضای آلمان (DLR) قرار دارد که بسیاری از شرکت‌ها از این بخش‌ها در آنجا مستقر شده‌اند. پارک تجاری شرق در حال حاضر در حال توسعه است و در شمال خروجی بزرگراه گیلشینگ قرار دارد.

## ترافیک
گیلشینگ در A 96 Munich - Lindau واقع شده‌است و دارای دو تقاطع Gilching و Oberpfaffenhofen/Gilching-West است. جاده ایالتی ۲۰۶۹ Starnberg - Fürstenfeldbruck تا حدی در مسیر تاریخی Via Julia از طریق منطقه شهرداری می‌گذرد.
گیلچینگ از سال ۱۹۰۳ توسط خط راه‌آهن پاسینگ - هرشینگ عبور می‌کند. ایستگاه Geisenbrunn، ایستگاه Gilching-Argelsried و ایستگاه Neugilching که در سال ۱۹۷۲ افتتاح شد، در طول مسیر در منطقه شهرداری قرار دارند. Gilching از سال ۱۹۷۲ یک اتصال S-Bahn داشته‌است، این خط اجرا می‌شود S8 بین هرشینگ و فرودگاه مونیخ. زمان سفر تا مرکز شهر مونیخ حدود ۴۰ دقیقه و تا هرشینگ حدود ۲۰ دقیقه است.
علاوه بر شهرداری‌های Aying (چهار ایستگاه)، Maisach، Pullach و شهر Erding (هر کدام سه ایستگاه)، شهرداری دارای بیشترین توقفگاه‌های SBahn در بین شهرداری‌های خارج از شهر مونیخ در MVV است.
همچنین خطوط اتوبوسرانی منطقه ای به Weßling (خط ۹۴۷)، Gauting (خط ۹۴۹) و Dornierwerk / DLR (همچنین ۹۴۹) وجود دارد.
اتوبوس‌های تندرو X900 (Fürstenfeldbruck - Starnberg), X910 (Weßling - Klinikum Großhadern) و X920 (Fürstenfeldbruck - Klinikum Großhadern) نیز در Gilching توقف می‌کنند.

## شخصیت‌ها
- در سال ۱۹۴۴، جوزف راتزینگر (متولد ۱۹۲۷) به عنوان یک اپراتور تلفن محلی به عنوان یک کمک کننده در مرکز تلفن محلی مشغول به کار شد.[۶]
- در سال ۱۹۶۰، شاعر و نویسنده آلمانی جیمز کروس (۱۹۲۶–۱۹۹۷) خانه ای در گیلچینگ خرید. در طول مدتی که در گیلچینگ زندگی کرد، ۱۶ کتاب برای کودکان نوشت.
- گئورگ هیگل (۱۹۳۱/۳۲–۲۰۰۶)، مسئول فوتبال، در گیلچینگ زندگی می‌کرد و در آرگلسرید به خاک سپرده شد.
- مارکوس بابل (* ۱۹۷۲)، فوتبالیست و بازیکن ملی، از زمان تولدش در گیلچینگ زندگی می‌کرد و در تیم جوانان TSV Gilching-Argelsried از سن هفت تا نه سالگی بازی کرد تا اینکه توسط اف سی بایرن «کشف» شد.
- میا جولیا بروکنر (* ۱۹۸۶)، خواننده و بازیگر سابق پورن (میا ماگما)، در گیلچینگ زندگی می‌کند.

## مناسبت‌ها
سالی یک بار جشنواره فولکس گیلچینگر در محل نمایشگاه برگزار می‌شد. نکته قابل توجه ورود سنتی باشگاه‌ها به خیمه شب بازی در روز افتتاحیه لست.
انجمن ترویج مشارکت Cecina-Gilching هر سال «هفته ایتالیایی» را برگزار می‌کند که در میدان جدید بازار گیلچینگ برگزار می‌شود و معمولاً با یک برنامه فرهنگی همراه است.

## حواشی
در سال ۱۹۷۲، مشعل المپیک در مسیر ۳۰ روزه مشعل المپیک (مسیری از المپیا/یونان از طریق آتن، استانبول، بخارست، وین، پارتنکیرشن) در راه افتتاحیه XX حمل شد. پوشیده شده توسط Gilching برای المپیک مونیخ.

## ادبیات
- گرهارد دینکل، راینهارد فرانک، گیلچینگ-آرگلسرید. تاریخ روستا در تصاویر، گیلچینگ، ۱۹۹۲.
- پیتر جان، کیلتاهینگ و آرنیسریت. تاریخچه منظر و روستای شهرداری گیلچینگ و اطراف آن، مونیخ، ۱۹۷۵.
- رودولف شیفت، چگونه در گیلچینگ بود. ۲. نوار. از دهکده کشاورزی تا جامعه سکونتگاهی مسکن و تاریخچه کلیساهای گیلچینگ، گیلچینگ، ۱۹۹۶.
- رودولف شیفت، از کیلتراهینگا تا گیلچینگ. مهمترین حقایق از تاریخ محلی، گیلچینگ، ۲۰۰۳.

## لینک‌های وب
- شهرداری گیلچینگ
- Gilching: Amtliche Statistik
- سفر در زمان Gilching e. V

## موارد
1. ↑   "Fortschreibung des Bevölkerungsstandes". Bayerisches Landesamt für Statistik und Datenverarbeitung (به آلمانی). 31 December 2013.
2. ↑  "Gemeinderat". Gemeinde Gilching. Retrieved 2020-07-31. بایگانی‌شده  در ۲۷ ژوئیه ۲۰۲۱ توسط Wayback Machine «نسخه آرشیو شده». بایگانی‌شده از اصلی در ۲۷ ژوئیه ۲۰۲۱. دریافت‌شده در ۲۵ ژانویه ۲۰۲۲.
3. ↑  Nicolette Baumeister: Architektur neues Bayern. Verlagshaus Braun, 2005, S. 33
4. ↑  "Süd - Gemeinde Gilching". Retrieved 2019-11-04. بایگانی‌شده  در ۲۰۲۰-۱۰-۲۰ توسط Wayback Machine «نسخه آرشیو شده». بایگانی‌شده از اصلی در ۲۰ اكتبر ۲۰۲۰. دریافت‌شده در ۲۵ ژانویه ۲۰۲۲. تاریخ وارد شده در |archive-date= را بررسی کنید (کمک)
5. ↑  "ZDF History" (به آلمانی). Retrieved 2021-11-10.